# Miracle Love (原田真二の曲)
「Miracle Love」（ミラクル・ラブ）は、1992年10月21日にリリースされた原田真二通算26作目のシングル。

## 解説
- 日本コロムビア移籍第1弾、同名アルバム『Miracle Love』先行シングル。
- 前作のアルバム『KINDNESS』ではシングル作品がなく、レコード会社の移籍もあり「You are my Energy」以来4年ぶりのシングルとなった。

## 収録曲
- 全作詞・作曲・編曲：原田真二

1. Miracle Love（5分28秒）
2. Whisper（3分49秒）

## ミュージシャン
- 演奏：原田真二
- 収録・ミキシング：原田真二
- アシスタントエンジニア：鈴木彰

## 関連収録作品
- 1995年 Best Songs
- 2005年 GOLDEN☆BEST 原田真二 1992-1996 SHINE THE LIGHT COLLECTION